# نوک‌مومی خاکستری
نوک‌مومی خاکستری (نام علمی: Estrilda perreini) نام یک گونه از سرده نوک‌مومی است.